# Lillemor Petersson

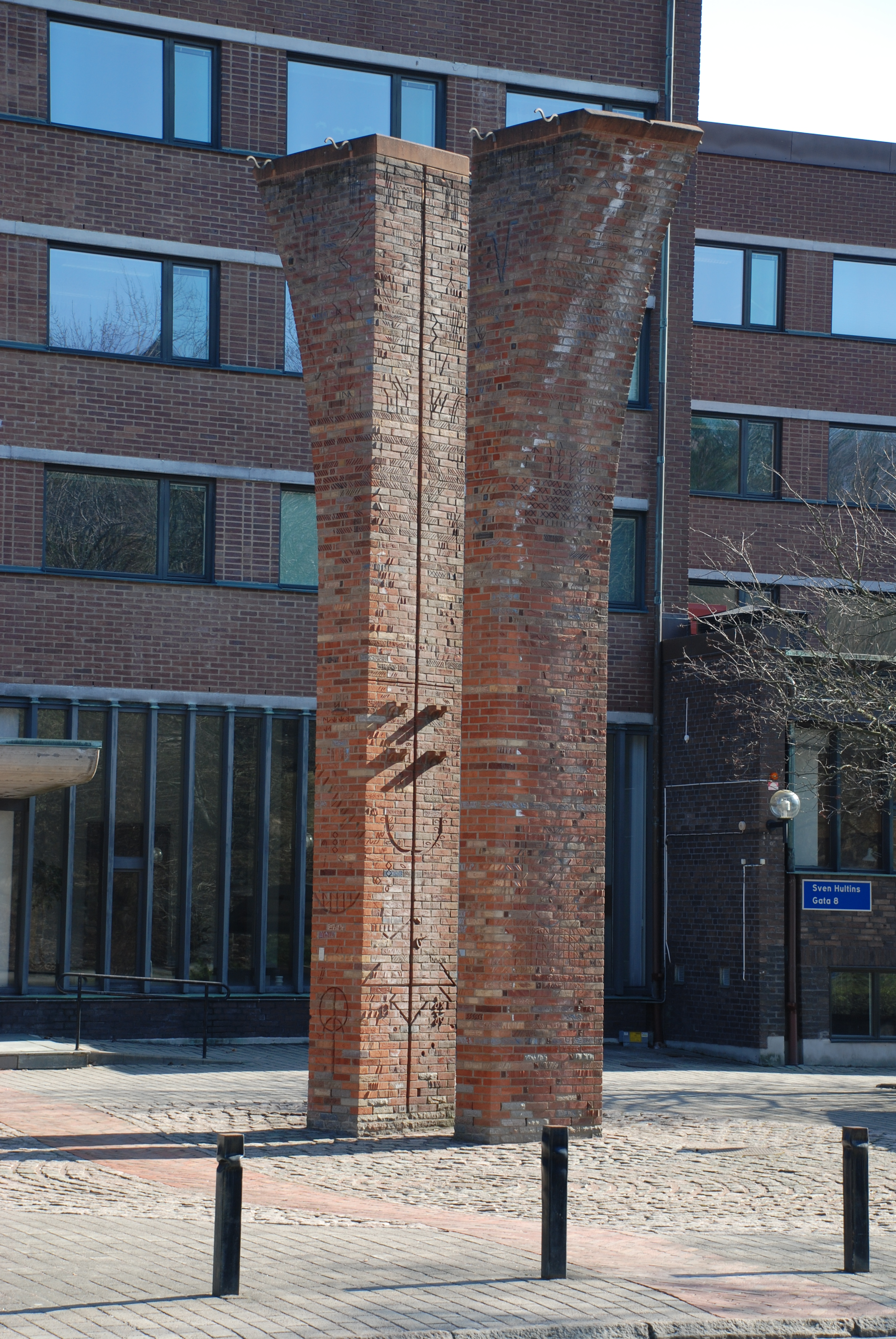
Bränt tegel i Göteborg.

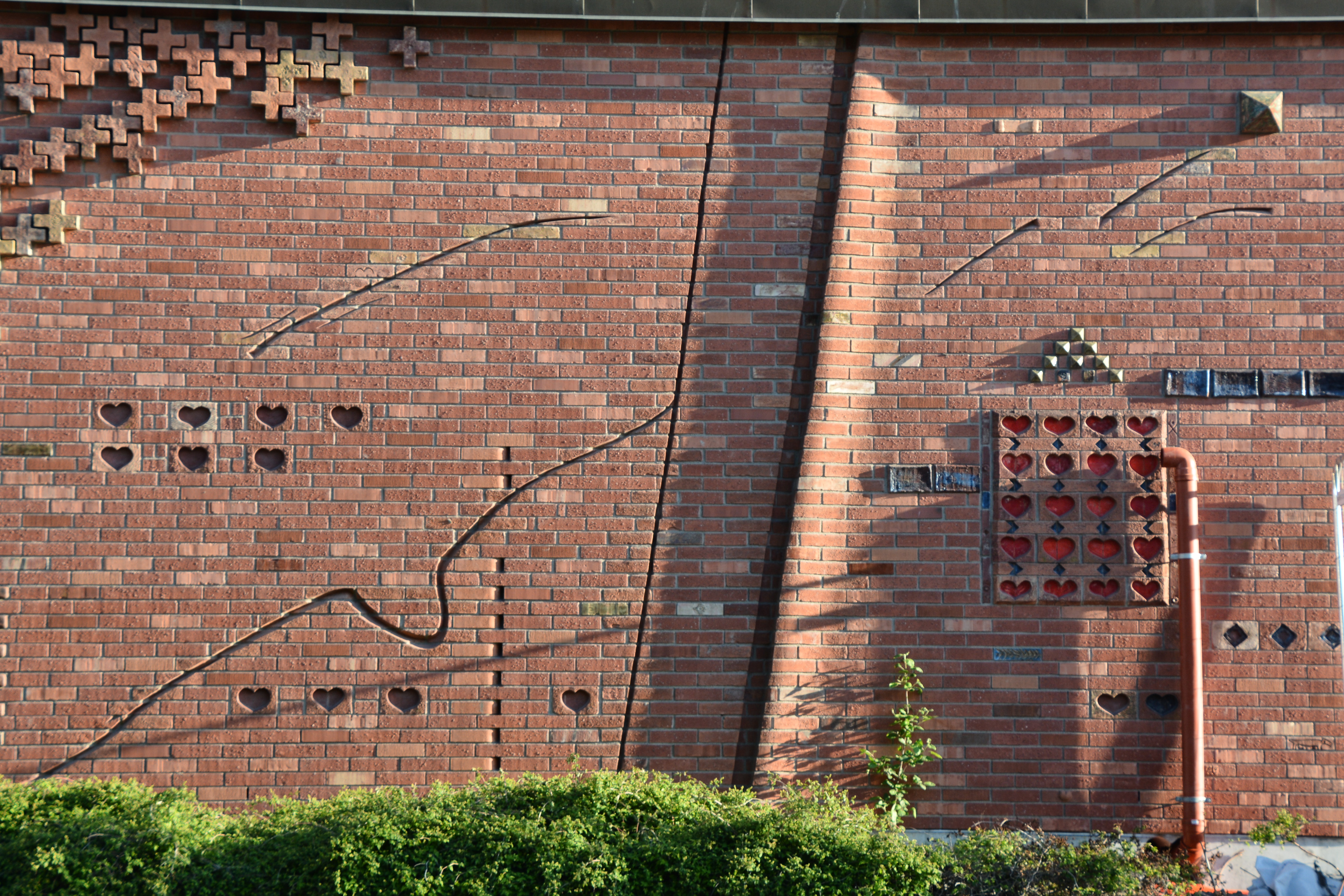
Stentecken i Stockholm, detalj.

Siv Lillemor Andrén-Petersson, född 20 augusti 1934, är en svensk keramiker och skulptör.
Lillemor Petersson utbildade sig till keramiker på Konstindustriskolan (HDK) i Göteborg 1951-56 och på Konsthögskolan Valand 1957. Efter studierna vistades hon ett par år i Spanien, hade därefter en egen ateljé i Göteborg 1960-65 och har sedan bott och arbetat i Ödsmål. Hon har arbetat med tegelsten i monumentala verk och med terrakotta, och också i brons och sengods. Hon har varit formgivare på Rörstrands porslinsfabrik och professor vid institutionen för Keramik och Glas vid Konstfack i Stockholm 1994-2000. 

## Offentliga verk i urval
- Pnhom Pen föll i morse, väggrelief, omkring 2 x 1,5 meter, lågstämd och glaserad fajans samt högbränd porslinsleta med koboltoxid, 1974–75, Röhsska museet[1], Göteborg
- Ikaros, tegelrelief, 1986, i Dergårdsteatern i Lerums kommun
- Bränt tegel, tegel, 1990, längs Sven Hultins Gata, Chalmers tekniska högskola, Johanneberg i Göteborg
- Stentecken, tegelreliefvägg vid Akutmottagningen på Sankt Görans sjukhus, 30 meter lång och 4 meter hög, 1991-92, Sankt Göransgatan, Kungsholmen Stockholm
- Blå porten, formgjuten blåmålad betong, 4,5 x 5,5 meter, 1994, Konstgömman, Torvalla, Östersund
- Stensatt gång, 100 meter stensättning, bland annat offerdalsskiffer, 1994, Konstgömman vid Vetevägen i Torvalla, Östersund
- Solhjul, tegel och skiffer, 50–250 centimeter hög, 1994, Konstgömman, Östersund
- Korpen, brons, 1994,  Konstgömman, Östersund
- Sjösäkerhet, 1994, Skräddaregatan, Göteborg
- Tegelfasadrelief på Bohusläns museum i Uddevalla
- Väktare från gångna tider - vägvisare mot nya möten, granit från Evje, utanför Kulturhuset Fregatten i Stenungsund
- Utsmyckningar, kakel, utanför entrén till Kulturhuset Fregatten i Stenungsund
- Mosaikgolv i Kulturhusets entré, Mölnlycke

- Petersson är representerad vid bland annat Nationalmuseum[2] i Stockholm.